# U-4 (1962)
U-4 (S183) – niemiecki okręt podwodny typu 205 z okresu zimnej wojny. Zbudowany jako pierwszy okręt typu 205, do służby w Deutsche Marine wszedł w 1962 roku. Wykorzystywany jako okręt szkolny. Wycofany ze służby w 1974 roku.  

## Historia
Zamówienie na nowe okręty podwodne typu 205, przystosowane do działania głównie na płytkich wodach Morza Bałtyckiego, zostało złożone w stoczni HDW w Kilonii, która zdobyła doświadczenie w produkcji okrętów podwodnych, budując okręty typu 201. Rozpoczęcie budowy pierwszej jednostki serii, która otrzymała oznaczenie U-4 i znak taktyczny S183, miało miejsce 1 kwietnia 1961 roku. Wodowanie nastąpiło 25 sierpnia 1962 roku, wejście do służby 19 listopada 1962 roku . 
Technologia budowy pierwszych okrętów typu 205 nie była do końca dopracowana, czego głównym objawem była przyśpieszona korozja kadłuba. W celu zapobieżenia korozji, kadłub został pokryty cyną. Okręt przez cały okres swojej służby wykorzystywany był do celów szkoleniowych. Wycofany został ze służby w sierpniu 1974 roku  i w 1977 został złomowany.